# CD Cobreloa
Club de Deportes Cobreloa ist ein chilenischer Fußballverein aus Calama. In der Saison 2023 spielt der Verein in der zweithöchsten Spielklasse Chiles, der Primera B. Der 1977 gegründete Verein wurde achtmaliger Meister und einmal Pokalsieger Chiles.

## Geschichte

### Die Anfänge und der schnelle Weg zum Erfolg
Der Klub wurde im Jahre 1977 in Calama, einer Stadt im Norden Chiles und nach Antofagasta zweitgrößten Stadt der Región de Antofagasta, gegründet. Der am 7. Januar 1977 gegründete Verein nannte sich CD Cobreloa, was zurückzuführen ist auf eine Kombination des spanischen Wortes für Kupfer (cobre) und dem vom Namen des größten Flusses in Chile, dem Río Loa, abgeleiteten Wortes Loa. CD Cobreloa gelang es, sich sehr schnell in den oberen Bereichen der Primera División Chiles festzusetzen. Cobreloa startete in der zweiten chilenischen Fußballliga, der Segunda División. Gleich in der ersten Saison gelang dem Verein als Vierter hinter Coquimbo Unido, CSD Rangers und CD Malleco Unido der Aufstieg in die Primera División, nachdem die Aufstiegsplayoffs siegreich gestaltet wurden.
Während die anderen beiden Aufsteiger Coquimbo Unido und CSD Rangers gleich in der ersten Saison wieder den Gang in die Zweitklassigkeit antreten mussten, konnte CD Cobreloa sogleich einen zweiten Rang in der ersten Liga erreichen, man lag am Ende der Saison vier Punkte hinter CD Palestino, das damit chilenischer Fußballmeister wurde. In der darauf folgenden Spielzeit gelang erneut ein zweiter Rang, diesmal hinter CSD Colo-Colo, dem bis heute erfolgreichsten chilenischen Fußballverein. Die Qualifikation für die Copa Libertadores misslang jedoch, man konnte sich in den Playoffs nicht gegen CD O’Higgins aus Rancagua und CF Universidad de Chile durchsetzen. Auch 1978 konnte sich Cobreloa nicht für den wichtigsten Wettbewerb im südamerikanischen Vereinsfußball qualifizieren.

### Nationale Titel und Libertadores-Endspiele
In der Saison 1980 gewann der Verein erstmals die chilenische Fußballmeisterschaft. In der Primera División wurde ein erster Platz mit drei Punkten Vorsprung auf CF Universidad de Chile belegt. Erstmals nahm Cobreloa nun an der Copa Libertadores teil. Bei dem Turnier im folgenden Jahr wurde man in der Gruppenphase in einer Gruppe mit Universidad de Chile sowie den peruanischen Vertretern Sporting Cristal und Atlético Torino Erster, was zur Teilnahme an der zweiten Gruppenphase berechtigte. Dort traf Cobreloa auf die beiden uruguayischen Traditionsvereine Nacional Montevideo und CA Peñarol, beide schon mehrfach Sieger in der Copa Libertadores, und gewann überraschend drei von vier Spielen, einzig gegen den Vorjahressieger Nacional Montevideo spielte Cobreloa einmal 2:2-Unentschieden. Durch diesen ersten Platz qualifizierte sich CD Cobreloa für das Endspiel, wo man auf den brasilianischen Vertreter Flamengo Rio de Janeiro traf. Vor 94.000 Zuschauern im legendären Maracanã-Stadion von Rio de Janeiro unterlag Cobreloa am 13. November 1981 gegen die Mannschaft um spätere Weltstars wie Zico oder Tita mit 1:2, wobei Zico ein Doppelpack gelang und Víctor Merello für CD Cobreloa traf. Das Rückspiel fand im Estadio Nacional de Chile in Santiago statt, da das Heimstadion von Cobreloa, das Estadio Municipal de Calama mit seinen 20.000 Plätzen für ein Finalspiel zu klein war. Überraschend siegte Cobreloa im Rückspiel mit 1:0 gegen Flamengo und erzwang erneut durch ein Tor von Víctor Merello ein Entscheidungsspiel. Dieses wurde von Flamengo in Montevideo mit 2:0 gewonnen, wobei erneut Zico doppelt traf.
In der Saison 1981 wurde Cobreloa Zweiter hinter CSD Colo-Colo, schaffte aber dennoch die Qualifikation für die Copa Libertadores, da man sich in den Playoffs gegen CF Universidad de Chile, Naval de Talcahuano und Unión Española durchsetzte. Die Copa Libertadores 1982 gestaltete sich erneut sehr erfolgreich für Cobreloa. In der ersten Gruppenphase wurde man Erster in einer Gruppe mit Colo-Colo und den ecuadorianischen Vertretern LDU Quito und Barcelona SC Guayaquil. Auch in der zweiten Gruppenphase konnte man sich wiederum durchsetzen, diesmal gegen Club Olimpia aus Paraguays Hauptstadt Asunción sowie den kolumbianischen Verein Deportes Tolima. Im Endspiel traf CD Cobreloa diesmal auf CA Peñarol aus Montevideo, Uruguays Hauptstadt. Im Estadio Centenario erreichte Cobreloa ein torloses Unentschieden, was eine gute Ausgangsposition auf das Rückspiel in Santiago de Chile darstellte. Dort unterlag die Mannschaft von Trainer Vicente Cantatore allerdings mit 0:1 gegen Peñarol. das damit zum vierten Mal die Copa Libertadores gewann. Im gleichen Jahr konnte Cobreloa zum zweiten Mal die nationale Meisterschaft gewinnen, es gelang ein erster Rang mit vier Punkten Vorsprung auf CSD Colo-Colo. 1985 wurde Cobreloa erneut Meister mit zwei Zählern vor CD Everton aus Viña del Mar.

### Zeit der wenigen Erfolge
Nachdem CD Cobreloa 1985 Meister wurde, folgte eine lange Zeit ohne nennenswerte Erfolge, die ausschließlich durch die Meistertitel von 1988 und 1992 unterbrochen wurde. Im Jahr nach der Meisterschaft von 1985 wurde man nur Dritter, schaffte aber nach Playoffs gegen CD Palestino, CD Cobresal und CD Huachipato doch noch die Qualifikation zur Copa Libertadores 1987. Fast wäre Cobreloa erneut ins Endspiel vorgedrungen, man scheiterte jedoch nur durch das um ein Tor schlechtere Tordifferenz gegenüber dem kolumbianischen Verein América de Cali, der den ersten Platz belegte und damit zur Teilnahme am Endspiel berechtigt war, dieses dann aber gegen CA Peñarol verlor. Im Jahr darauf misslang die Qualifikation für den Libertadores-Cup. Cobreloa wurde Zweiter in der Liga, musste sich in den Playoffs aber CSD Colo-Colo geschlagen geben. 1988 wurde Cobreloa nach drei Jahren wieder chilenischer Fußballmeister, drei Zähler lag man vor CD Cobresal. In der Copa Libertadores 1989, für die man sich qualifiziert hatte, erreichte Cobreloa das Viertelfinale, wo man im erst zum zweiten Mal ausgetragenen K.-o.-System gegen den uruguayischen Vertreter Danubio FC ausschied.
1989 wurde CD Cobreloa Dritter, 1990 sogar nur Siebter, 1991 Sechster, alle drei Male verpasste der Verein die Teilnahme an der Copa Libertadores. Erst 1992 konnte man wieder einen Erfolg feiern. Auf nationaler Ebene gelang CD Cobreloa der Gewinn der chilenischen Fußballmeisterschaft mit zwei Punkten Vorsprung auf CSD Colo-Colo. Man konnte auch an der Copa Libertadores 1993 teilnehmen. Bei dem Turnier überstand man zunächst nur knapp die Gruppenphase, in einer Gruppe mit CD Universidad Católica sowie den bolivianischen Mannschaften Club Bolívar und Club San José wurde man Dritter und spielte im Achtelfinale gegen Club Cerro Porteño aus Asunción, wo Cobreloa mit 1:1 und 0:2 scheiterte. Der Gegner indes kam bis ins Halbfinale, wo er am späteren Sieger FC São Paulo ausschied. Dies blieb für lange Zeit der letzte Auftritt von CD Cobreloa im kontinentalen Fußball. Nach einigen Jahren im oberen Mittelfeld der Primera División konnte man sich 1999 erstmals wieder für die Copa Libertadores qualifizieren. Bei der Copa Libertadores 2000 kam das Aus jedoch bereits nach der Vorrunde durch einen letzten Platz in einer Gruppe mit Club Bolívar, dem brasilianischen Verein Atlético Mineiro sowie CA Bella Vista aus Uruguay.

### Drei weitere Meistertitel und aktuelle Entwicklung
Zu Beginn des neuen Jahrtausends wurde CD Cobreloa auch wieder erfolgreicher. Gleich im Jahr 2000 wurde man Zweiter in der Primera División mit neun Punkten Rückstand auf Colo-Colo. Man war für die Copa Libertadores 2001 spielberechtigt und erreichte bei dem Turnier das Achtelfinale, wo man gegen CA Rosario Central aus Argentinien ausschied. Zwei Jahre später wurde CD Cobreloa erstmals seit elf Jahren wieder chilenischer Fußballmeister. Im mittlerweile ausgetragenen Apertura-Clausura-System mit zwei Halbserien, die jeweils als eigenständige Meisterschaft gelten, gewann der Verein das Endspiel gegen CSD Colo-Colo mit 4:0 und 0:0 und gewann zum sechsten Mal die Meisterschaft. Auch die Torneo Clausura 2003 konnte siegreich gestaltet werden, das Endspiel wurde erneut gegen Colo-Colo gewonnen. Im Torneo Apertura 2004 hatte Cobreloa erneut die Chance zur Titelverteidigung, scheiterte aber im Finale an CF Universidad de Chile nach Elfmeterschießen, nachdem Hin- und Rückspiel ohne Sieger ausgegangen waren. Den Clausura-Wettbewerb 2004 konnte CD Cobreloa dann gewinnen, im Endspiel wurde Unión Española mit 3:1 und 0:0 besiegt. Dieser Titelgewinn ist bis heute der Letzte für Cobreloa.
Erst 2006 trat CD Cobreloa wieder in Erscheinung, als man fast wieder das Finale um die Meisterschaft erreicht hätte. Im Halbfinale stellte sich Colo-Colo aber als zu schwerer Gegner heraus. Im Torneo Apertura 2008 belegte CD Cobreloa sogar nur einen fünfzehnten Tabellenrang und musste um den erstmaligen Abstieg aus der Primera División fürchten. Durch eine gute Clausura, in der man erneut ins Halbfinale kam und an Colo-Colo scheiterte, verhinderte Cobreloa aber den Abstieg. In den letzten Jahren hat sich CD Cobreloa im Mittelfeld der Primera División festgesetzt. In der eingleisigen Saison 2010 wurde man Vierzehnter und entging dem Abstieg nur knapp.

## Trainer
- Nelson Acosta (2002–2003, 2004–2005, 2010–2012)
- Marcelo Trobbiani (2008–2009)
- Mario Soto (2010)

## Spieler
- Ladislao Mazurkiewicz (1978–1979)
- Mario Soto (1978–1985)
- Óscar Wirth (1980–1982)
- Enzo Escobar (1980–1987)
- Héctor Puebla (1980–1996)
- Juan Carlos Letelier (1982–1987)
- Marcelo Trobbiani (1988–1989)
- Fernando Cornejo (1992–1997, 2000–2004)
- Luis Fuentes (1999–2008)

## Erfolge
- Chilenische Meisterschaft (8×): 1980, 1982, 1985, 1988, 1992, 2003-A, 2003-C, 2004-C

Vizemeister (7×): 1978, 1979, 1981, 1983, 1993, 2000, 2004-A, 2011-C
- Copa Chile (1×): 1986

Finalist (3×): 1991, 1993, 1995
- Teilnahme an der Copa Libertadores (13×):

1981: Finale
1982: Finale
1983: erste Runde
1987: zweite Runde
1989: Viertelfinale
1993: Achtelfinale
2000: erste Runde
2001: Achtelfinale
2002: Achtelfinale
2003: Viertelfinale
2004: erste Runde
2005: erste Runde
2007: Qualifikation
- Teilnahme an Copa Sudamericana: 2×

2002: Achtelfinale
2012: zweite Runde